# Alice Freeman Palmer

Alice Freeman Palmer, um 1876

Alice Freeman Palmer (eigentlich Alice Elvira Freeman; * 21. Februar 1855 in Colesville, New York; † 6. Dezember 1902 in Paris) war eine US-amerikanische Erzieherin und Gründerin der American Association of University Women (AAUW).

## Leben

Alice Freeman Palmer

Alice Freeman war die Tochter eines Landarztes und wuchs in Windsor, New York, auf. 1872 studierte sie an der University of Michigan in Ann Arbor und lehrte später am Mädcheninternat in Wisconsin. Im Jahr 1879 kam Freeman an das renommierte Wellesley College, wo sie einen Lehrstuhl für Geschichte innehielt. Nach dem Tod des Gründers, Henry Fowle Durant, avancierte Alice Freeman zur ersten Präsidentin der Hochschule (1882). Während dieser Zeit lernte sie ihren späteren Ehemann und Professor an der Harvard University, George Herbert Palmer (1842–1933), kennen und heiratete ihn 1887. Alice Freeman Palmer kämpfte für bessere Schulbildung für Mädchen und junge Frauen in den Vereinigten Staaten und gründete zusammen mit Ellen Swallow Richards und Marion Talbot die American Association of University Women. Im Jahre 1892 wurde sie als erster weiblicher Dekan an der University of Chicago in Chicago ernannt. Alice Freeman Palmer starb unerwartet auf einer Studienreise in Paris im Alter von 47 Jahren.

## Ehrungen
- Auf dem Gelände vom Wellesley College befindet sich ein Denkmal für Alice Freeman Palmer, deren Bildhauer Daniel Chester French war.
- Während des Zweiten Weltkriegs wurde ein Liberty-Frachter zu Ehren Alice Freeman Palmer auf den Namen SS Alice F. Palmer benannt.
- Sie wurde auch durch die Aufnahme in die Hall of Fame for Great Americans geehrt.